# Liste von Seilfähren in Deutschland
Aufgenommen in die Liste von Seilfähren in Deutschland werden Fähren, die üblicherweise im Binnenland Gewässer queren und als nicht frei fahrende Fähren bezeichnet werden. Die nicht freifahrenden Fähren verfügen teilweise über keinen eigenen Antrieb. Gierseilfähren und Rollfähren nutzen die Strömungsenergie eines Flusses, um diesen zu queren, und sind daher ein sehr umweltfreundliches Verkehrsmittel. Einen eigenen Antrieb haben Seil- und Kettenfähren sowie Schwebefähren. Die nicht frei fahrenden Fähren stellen mitunter für die Berufsschifffahrt und besonders für die Sportschifffahrt durch die im Wasser gespannten Stahlseile und Ketten ein kurzzeitiges Schifffahrtshindernis und eine Gefahr dar. Auf der Wasserstraße werden die Fährstellen mit dem Schifffahrtszeichen E.4a gekennzeichnet.

## Liste
| Name der Fähre/Lemma                                           | Ort(e)                           | Überquertes Gewässer              | Länge der Fährstrecke in Metern | Typ / Kurzbeschreibung                                    | Koordinaten                  | Bild |
| -------------------------------------------------------------- | -------------------------------- | --------------------------------- | ------------------------------- | --------------------------------------------------------- | ---------------------------- | ---- |
| Donaufähre Mariaposching–Stephansposching                      | Mariaposching                    | Donau                             | 156                             | Hochseilfähre (bis 2016)                                  | 48° 49′ 28″ N, 12° 48′ 27″ O |      |
|                                                                | Strausacker                      | Donau                             | 101                             | Hochseilfähre                                             | 48° 53′ 42″ N, 11° 49′ 12″ O |      |
| Fähre Mühlberg                                                 | Mühlberg/Elbe                    | Elbe                              |                                 | Gierseilfähre (bis 2008)                                  | 51° 26′ 12″ N, 13° 11′ 33″ O |      |
| Fähre Belgern                                                  | Belgern                          | Elbe                              | 105                             | Gierseilfähre                                             | 51° 29′ 4″ N, 13° 7′ 56″ O   |      |
|                                                                | Prettin/Dommitzsch               | Elbe                              | 96                              | Gierseilfähre                                             | 51° 38′ 57″ N, 12° 53′ 43″ O |      |
|                                                                | Pretzsch (Elbe) / Mauken         | Elbe                              | 103                             | Gierseilfähre                                             | 51° 43′ 4″ N, 12° 49′ 7″ O   |      |
|                                                                | Elster (Elbe)                    | Elbe                              | 101                             | Gierseilfähre                                             | 51° 49′ 35″ N, 12° 49′ 34″ O |      |
|                                                                | Coswig (Anhalt)                  | Elbe                              | 128                             | Gierseilfähre                                             | 51° 52′ 38″ N, 12° 27′ 10″ O |      |
| Fähre Aken                                                     | Aken                             | Elbe                              | 127                             | Gierseilfähre                                             | 51° 51′ 32″ N, 12° 3′ 24″ O  |      |
| Fähre Barby                                                    | Barby                            | Elbe                              | 127                             | Gierseilfähre                                             | 51° 57′ 37″ N, 11° 54′ 29″ O |      |
| Fähre Breitenhagen                                             | Breitenhagen/Tochheim            | Elbe                              | 128                             | Gierseilfähre                                             | 51° 55′ 56″ N, 11° 56′ 55″ O |      |
|                                                                | Saalhorn                         | Elbe                              | 126                             | Gierseilfähre                                             | 51° 57′ 36″ N, 11° 54′ 28″ O |      |
|                                                                | Altrheinfähre Mannheim           | Mannheim                          | 136                             | Kettenfähre                                               | 49° 32′ 9″ N, 8° 26′ 14″ O   |      |
| Fähre Kiewitt–Hermannswerder                                   | Potsdam                          | Havel                             | 227                             | Grundseilfähre                                            | 52° 23′ 18″ N, 13° 2′ 22″ O  |      |
| Fähre Westerhüsen                                              | Westerhüsen                      | Elbe                              | 157                             | Gierseilfähre                                             | 52° 4′ 1″ N, 11° 40′ 50″ O   |      |
| Fähre Ferchland–Grieben                                        | Ferchland                        | Elbe                              | 174                             | Gierseilfähre                                             | 52° 26′ 9″ N, 11° 59′ 38″ O  |      |
| Fähre Arneburg                                                 | Arneburg                         | Elbe                              | 146                             | Gierseilfähre                                             | 52° 39′ 54″ N, 12° 0′ 41″ O  |      |
| Fähre Rathen                                                   | Rathen                           | Elbe                              | 101                             | Gierseilfähre                                             | 50° 57′ 26″ N, 14° 4′ 48″ O  |      |
| Fähre Sandau                                                   | Sandau (Elbe) / Büttnershof      | Elbe                              | 200                             | Gierseilfähre                                             | 52° 47′ 10″ N, 12° 2′ 2″ O   |      |
| Fähre Räbel                                                    | Räbel / Havelberg                | Elbe                              | 150                             | Gierseilfähre                                             | 52° 50′ 14″ N, 12° 2′ 26″ O  |      |
| Fähre Siebeneichen                                             | Siebeneichen↔Fitzen              | Elbe-Lübeck-Kanal                 | 75                              | Grundseilfähre                                            | 53° 30′ 45″ N, 10° 37′ 30″ O |      |
| Leher Pünte                                                    | Lehe                             | Ems                               | 70                              | Pünte                                                     | 53° 0′ 16″ N, 7° 19′ 15″ O   |      |
| Fähre Lindwerder                                               | Berlin                           | Havel                             | 131                             |                                                           | 52° 28′ 2″ N, 13° 11′ 40″ O  |      |
| Tussy II                                                       | Caputh                           | Havel                             | 105                             | Grundseilfähre                                            | 52° 20′ 51″ N, 12° 59′ 8″ O  |      |
| Charlotte                                                      | Ketzin/Havel                     | Havel                             | 170                             | Kettenfähre mit Führungsseil                              | 52° 27′ 48″ N, 12° 51′ 19″ O |      |
| Fähre Neuendorf                                                | Brandenburg                      | Havel (Brandenburger Niederhavel) | 83                              | Grundseilfähre                                            | 52° 23′ 20″ N, 12° 29′ 54″ O |      |
| Fähre Pritzerbe                                                | Pritzerbe                        | Havel                             | 171                             | Grundseilfähre                                            | 52° 29′ 40″ N, 12° 27′ 10″ O |      |
| Pünte                                                          | Wiltshausen                      | Jümme                             | 75                              | Pünte                                                     | 53° 13′ 24″ N, 7° 31′ 31″ O  |      |
| Fähre Obereisenheim                                            | Obereisenheim↔Stammheim          | Main                              | 75                              | Hochseilfähre, seit 2013 frei fahrend                     | 49° 53′ 26″ N, 10° 10′ 55″ O |      |
| Mainfähre Fahr                                                 | Fahr↔Kaltenhausen                | Main                              | 90                              | Hochseilfähre, seit 1960 frei fahrend                     | 49° 52′ 32″ N, 10° 9′ 46″ O  |      |
| Mainfähre Nordheim am Main                                     | Nordheim am Main / Escherndorf   | Main                              | 65                              | Hochseilfähre                                             | 49° 51′ 35″ N, 10° 10′ 42″ O |      |
| Mainfähre Mühlheim (eingestellt)                               | Mühlheim                         | Main                              | 114                             | Hochseilfähre                                             | 50° 7′ 48″ N, 8° 50′ 12″ O   |      |
| Mainfähre Rumpenheim                                           | Rumpenheim                       | Main                              | 121                             | Hochseilfähre                                             | 50° 8′ 3″ N, 8° 48′ 6″ O     |      |
| Pünte Bedekaspel                                               | Bedekaspel                       | Marscher Tief                     | 30                              | Pünte                                                     | 53° 26′ 55″ N, 7° 17′ 32″ O  |      |
| Pünte Marscher Tief                                            | Hinte↔Forlitz-Blaukirchen        | Marscher Tief                     | 20                              | Pünte                                                     | 53° 25′ 4″ N, 7° 17′ 3″ O    |      |
|                                                                | Beilstein                        | Mosel                             | 147                             | Hochseilfähre                                             | 50° 6′ 38″ N, 7° 14′ 15″ O   |      |
|                                                                | Klotten                          | Mosel                             | 124                             | Seilschleppfähre                                          | 50° 9′ 45″ N, 7° 12′ 6″ O    |      |
| Seilfähre Nimbschen-Höfgen                                     | Grimma / OT Nimbschen und Höfgen | Mulde                             |                                 | Gierseilfähre                                             | 51° 12′ 37″ N, 12° 44′ 50″ O |      |
| Fähre Haßmersheim                                              | Haßmersheim (eingestellt)        | Neckar                            | 114                             | Oberleitungsfähre                                         | 49° 18′ 7″ N, 9° 9′ 12″ O    |      |
| Fähre Neckarhausen                                             | Neckarsteinach                   | Neckar                            | 105                             | Hochseilfähre                                             | 49° 24′ 57″ N, 8° 52′ 54″ O  |      |
| Fähre Ladenburg                                                | Ladenburg                        | Neckar                            | 136                             | Hochseilfähre                                             | 49° 27′ 50″ N, 8° 36′ 19″ O  |      |
| Ehemalige Ostefähre Geversdorf                                 | Geversdorf↔Itzwörden             | Oste                              | 170                             | Grundseilfähre                                            | 53° 47′ 54″ N, 9° 4′ 57″ O   |      |
| Helmut Hudaff                                                  | Brobergen                        | Oste                              | 50                              | Grundseilfähre                                            | 53° 35′ 49″ N, 9° 10′ 19″ O  |      |
| Ostefähre Gräpel                                               | Gräpel                           | Oste                              | 40                              | handbetriebene Gierseil- und Kettenfähre                  | 53° 33′ 58″ N, 9° 10′ 20″ O  |      |
| Fähre Stolpe                                                   | Stolpe an der Peene              | Peene                             |                                 | Kettenfähre                                               | 53° 52′ 29″ N, 13° 33′ 41″ O |      |
| Burgwallfähre                                                  | Teterow                          | Teterower See                     | 67                              | Gierseilfähre                                             | 53° 47′ 19″ N, 12° 35′ 34″ O |      |
| Fähre Pettstadt                                                | Pettstadt                        | Regnitz                           | 60                              | Hochseilfähre                                             | 49° 50′ 3″ N, 10° 56′ 29″ O  |      |
| Rheinfähre Ellikon–Nack                                        | Lottstetten                      | Rhein                             | 123                             | Rollseilfähre                                             | 47° 36′ 22″ N, 8° 35′ 46″ O  |      |
| Fähre Zurzach–Kadelburg                                        | Kadelburg                        | Rhein                             | 91                              | Gierseilfähre                                             | 47° 36′ 28″ N, 8° 17′ 41″ O  |      |
| Fähre Mumpf–Bad Säckingen                                      | Bad Säckingen                    | Rhein                             | 150                             | Gierseilfähre                                             | 47° 32′ 49″ N, 7° 55′ 23″ O  |      |
| Rheinfähre Plittersdorf–Seltz                                  | Rastatt                          | Rhein                             | 122                             | Gierseilfähre                                             | 48° 53′ 14″ N, 8° 8′ 9″ O    |      |
| Fähre Brachwitz                                                | Brachwitz / Neuragoczy           | Saale                             | 80                              | Gierseilfähre                                             | 51° 32′ 0″ N, 11° 52′ 21″ O  |      |
| Fähre Wettin                                                   | Wettin / Zaschwitz               | Saale                             | 76                              | Gierfähre am Hochseil mit elektrischem Grundkettenantrieb | 51° 34′ 55″ N, 11° 48′ 43″ O |      |
| Fähre Brucke                                                   | Zickeritz / OT Brucke            | Saale                             | 94                              | Gierseilfähre mit Querkette                               | 51° 38′ 25″ N, 11° 44′ 49″ O |      |
| Fähre Rothenburg                                               | Rothenburg                       | Saale                             | 87                              | Gierseilfähre                                             | 51° 38′ 25″ N, 11° 44′ 50″ O |      |
| Arnis Fähre                                                    | Arnis↔Sundsacker                 | Schlei                            | 220                             | Grundseilfähre                                            | 54° 37′ 47″ N, 9° 56′ 7″ O   |      |
| Missunde II                                                    | Missunde↔Brodersby-Goltoft       | Schlei                            | 150                             | Grundseilfähre                                            | 54° 31′ 25″ N, 9° 42′ 57″ O  |      |
| Luzinfähre                                                     | Feldberg                         | Schmaler Luzin                    |                                 | Seilfähre mit Handkurbelantrieb                           | 53° 19′ 31″ N, 13° 26′ 30″ O |      |
| Störfähre Else                                                 | Beidenfleth↔Bahrenfleth          | Stör                              | 113                             | Grundseilfähre                                            | 53° 52′ 40″ N, 9° 25′ 9″ O   |      |
| Steffi                                                         | Strausberg                       | Straussee                         | 309                             | Grundseilfähre / Oberleitungsfähre                        | 52° 34′ 36″ N, 13° 52′ 43″ O |      |
| Weserfähre Veckerhagen                                         | Veckerhagen↔Hemeln               | Weser                             | 82                              | Hochseilfähre                                             | 51° 29′ 54″ N, 9° 36′ 19″ O  |      |
| Weserfähre Oedelsheim                                          | Oedelsheim↔Gottstreu             | Weser                             | 69                              | Gierseilfähre                                             | 51° 35′ 20″ N, 9° 35′ 32″ O  |      |
| Weserfähre Lippoldsberg                                        | Lippoldsberg↔Gewissenruh         | Weser                             | 90                              | Hochseilfähre                                             | 51° 37′ 32″ N, 9° 33′ 5″ O   |      |
| Fähre Wahmbeck                                                 | Wahmbeck↔Gewissenruh             | Weser                             | 85                              | Hochseilfähre                                             | 51° 37′ 34″ N, 9° 31′ 22″ O  |      |
| Fähre Polle                                                    | Polle                            | Weser                             | 77                              | Hochseilfähre                                             | 51° 53′ 48″ N, 9° 24′ 31″ O  |      |
| Grohnder Fähre                                                 | Grohnde↔Frenke                   | Weser                             | 85                              | Gierseilfähre                                             | 52° 1′ 10″ N, 9° 25′ 28″ O   |      |
| Fähre Großenwieden                                             | Großenwieden↔Rumbeck             | Weser                             | 71                              | Hochseilfähre                                             | 52° 10′ 21″ N, 9° 11′ 18″ O  |      |
| Weser-Fähre-Schweringen                                        | Schweringen                      | Weser                             | 69                              | Hochseilfähre                                             | 52° 45′ 2″ N, 9° 11′ 32″ O   |      |
| Historische Drahtseilfähre Krumbach (Lichtenau) („Fähre Anna“) | Lichtenau / OT Krumbach          | Zschopau                          |                                 | Drahtseilfähre                                            | 50° 56′ 40″ N, 13° 0′ 23″ O  |      |